# Cephalisation
Cephalisation oder Kephalisation (von griechisch κεφαλή kephalḗ „Kopf“) ist ein  phylogenetischer Entwicklungsprozess, der für den Großteil der Vertreter der Bilateria zutrifft. Dabei setzt sich ein Teil des Tierkörpers morphologisch als Kopf vom Rest des Körpers ab. Dies wird als Folge der gerichteten Fortbewegung betrachtet. Dabei sind in dem Bereich, der der Fortbewegung vorangeht, Licht-, Tast- und Chemorezeptoren sowie Strukturen für den Nahrungserwerb – wie Tentakel, Mundgliedmaße, Radulae und Zähne – konzentriert. Die damit einhergehende Konzentration von Sinneszellen und Sinnesorganen am Vorderende eines Tieres führt in einem zur Cephalisation konform laufenden Prozess der Cerebralisation (Gehirnbildung) zur Konzentration von Nervenzellen, die die Sinneswahrnehmungen verarbeiten und motorische Impulse auslösen.
Dagegen erhalten sessile Tiere wie Polypen Sinneswahrnehmungen aus allen Richtungen. Sie sind daher radiärsymmetrisch gebaut und haben keinen Kopf. Gleiches trifft auf Stachelhäuter oder Muscheln zu, die sekundär wenig beweglich oder sessil geworden sind.